# Adriana Torrebejano Giménez
Adriana Torrebejano Giménez (Castellbisbal, 3 de novembre de 1991) és una actriu catalana. Va interpretar a Sandra amb Ana Obregón a la sèrie de televisió d'Antena 3 Ellas y el sexo débil. Des del 2010 fins al 2013 va interpretar a Isabel Lobo a la sèrie de TV de Telecinco, Tierra de lobos. Va participar com a actriu en la pel·lícula L'ombra de la llei, a la sèrie Muertos S.L. de Movistar+ i a la sèrie ¿A qué estás esperando?.